# Milna (Hvar)
Milna falu Horvátországban, Split-Dalmácia megyében. Közigazgatásilag Hvarhoz tartozik.

## Fekvése
Splittől légvonalban 38 km-re délre, Hvar városától légvonalban 3, közúton 6 km-re keletre, a Hvar-sziget délnyugati részén a tengerpart mentén fekszik. Négy tágas, kavicsos stranddal rendelkezik, melyek közül kettő a településen (Vela és Mala Milna településrészeken), kettő pedig a közelében fekvő Velo és Malo Borče településrészen fekszik. 

## Története
Milnát a 20. század elején alapították a később elnéptelenedő közeli Malo Grablje lakói. Malo Grablje még a 16. században népesült be a közeli Velo Grabljéról. Először 1539-ben említik és a 19. század végéig a lakosság összeírások nem is különböztették meg a két települést. Lakói főként állattenyésztéssel és szőlőtermesztéssel foglalkoztak. A szőlészet fejlődésével a 20. század elején a lakosság egy része a szőlőültetvényekhez közel a Milna-öbölben kezdett házat építeni. A turizmus fejlődésével a lakosságnak a tengerpartra vándorlása felerősödött és az 1970-es évekre már Malo Grablje teljes lakossága áttelepült Milnára. Kezdetben még változatlanul művelték korábbi mezőgazdasági területeiket, mára ez a tevékenység már csak a lakosság kis részére jellemző. 2011-ben Milnának 104 lakosa volt, akik a turizmusból éltek. Védőszentjük Szent Tudor ünnepén ma is összegyűlnek a malo grabljei templom körül a hagyományos helyi szentmisére és fesztiválra.

## Népesség
| Lakosság változása | Lakosság változása | Lakosság változása | Lakosság változása | Lakosság változása | Lakosság változása | Lakosság változása | Lakosság változása | Lakosság változása | Lakosság változása | Lakosság változása | Lakosság változása | Lakosság változása | Lakosság változása | Lakosság változása | Lakosság változása |
| ------------------ | ------------------ | ------------------ | ------------------ | ------------------ | ------------------ | ------------------ | ------------------ | ------------------ | ------------------ | ------------------ | ------------------ | ------------------ | ------------------ | ------------------ | ------------------ |
| 1857               | 1869               | 1880               | 1890               | 1900               | 1910               | 1921               | 1931               | 1948               | 1953               | 1961               | 1971               | 1981               | 1991               | 2001               | 2011               |
| 0                  | 0                  | 0                  | 0                  | 0                  | 0                  | 0                  | 0                  | 0                  | 0                  | 82                 | 79                 | 79                 | 73                 | 90                 | 104                |

## Nevezetességei
Mala Milna közelében található az Ivanić-Boglić-Božić család 17. században épített barokk nyaralója, melyen ma is látható a család címere. A család tagjai annak a Matija Ivanićnak a leszármazottai, aki az 1510-es hvari felkelés vezetője volt. Az épületet a sziget egyik legszebb nyári rezidenciájának tartják.

## Gazdaság
A gazdaság alapját a turizmus adja. A turistákat hét étterem szolgálja kínálatában a dalmát specialitásokkal és a minőségi helyi borokkal. Szervezett hajóutak indulnak a közeli szigetekre. A sport szerelmeseit teniszpályák és búváriskola várja. 